# Spasibo (Loboda)
Spasibo (in russo Спасибо?) è un singolo della cantante ucraina Loboda, pubblicato il 20 aprile 2011 su etichetta discografica Loboda M'juzik.

## Video musicale
Il video musicale, diretto da Evgenij Timochin, è stato reso disponibile il 2 maggio 2011.

## Tracce
Testi e musiche di Loboda e Georgij Denisenko.
Download digitale
1. Spasibo – 3:47

## Classifiche

### Classifiche settimanali
| Classifica (2011) | Posizione massima |
| ----------------- | ----------------- |
| Ucraina           | 10                |

### Classifiche di fine anno
| Classifica (2011) | Posizione |
| ----------------- | --------- |
| Ucraina           | 58        |